# Habersack (Gesetzessammlung)

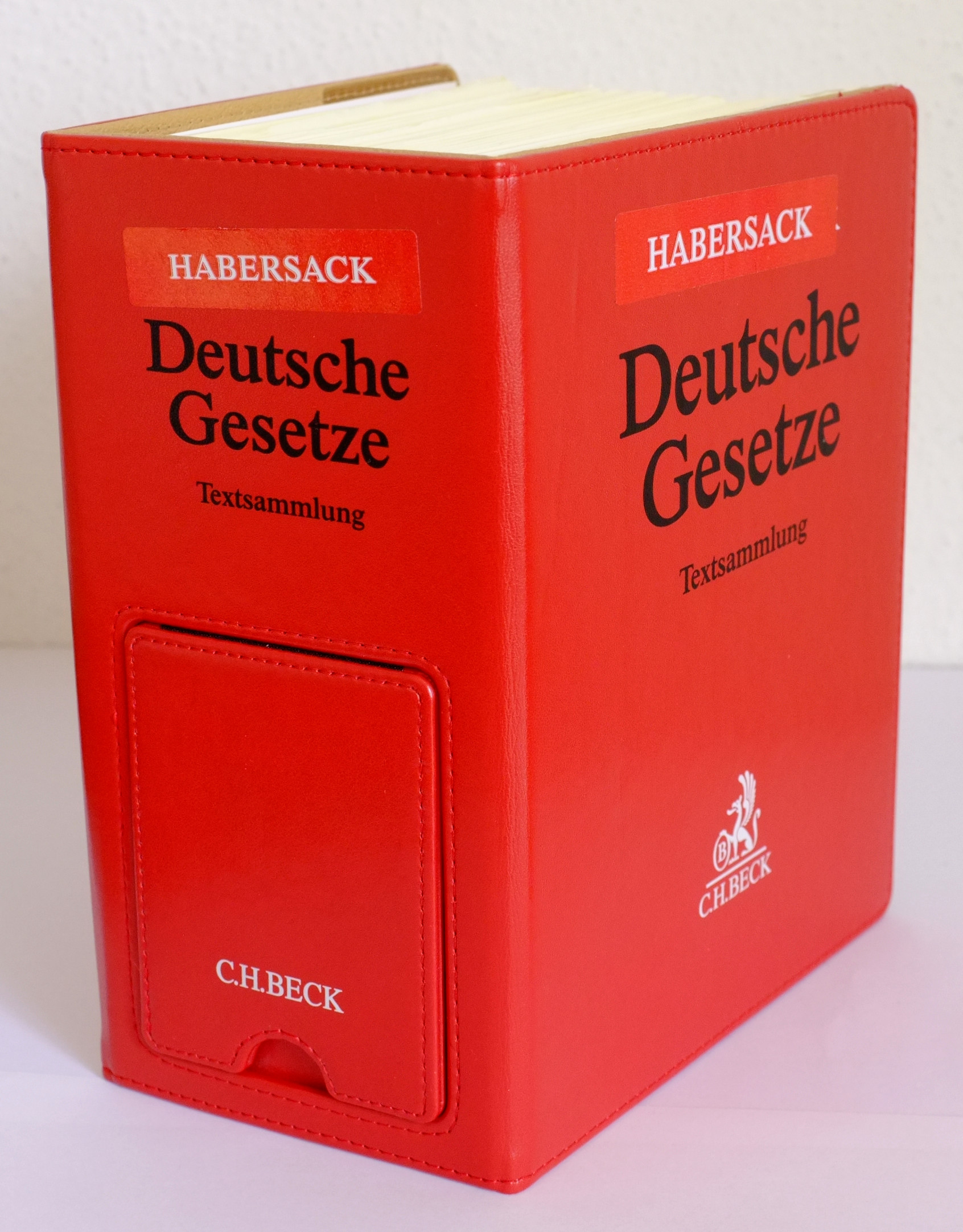
„Habersack. Deutsche Gesetze.“

Habersack. Deutsche Gesetze ist eine im Verlag C. H. Beck erscheinende Textsammlung mit den in Ausbildung und Praxis gebräuchlichsten Gesetzestexten des materiellen Zivil- und Strafrechts (Bürgerliches Gesetzbuch und Strafgesetzbuch), den entsprechenden Verfahrensordnungen (Zivilprozess- und Strafprozessordnung) und dem Kostenrecht. Damit enthält „der Habersack“ die zentralen, hauptsächlich von der ordentlichen Gerichtsbarkeit angewendeten Gesetze.
Seit der im Oktober 2021 erschienenen 185. Ergänzungslieferung wird das Werk nach dem Münchener Rechtswissenschaftler Mathias Habersack benannt; bis dahin trug es den Namen seines Begründers Heinrich Schönfelder. Der separat zu beziehende Ergänzungsband wurde bereits mit der 68. Ergänzungslieferung im September 2021 umbenannt.

## Namensgeber

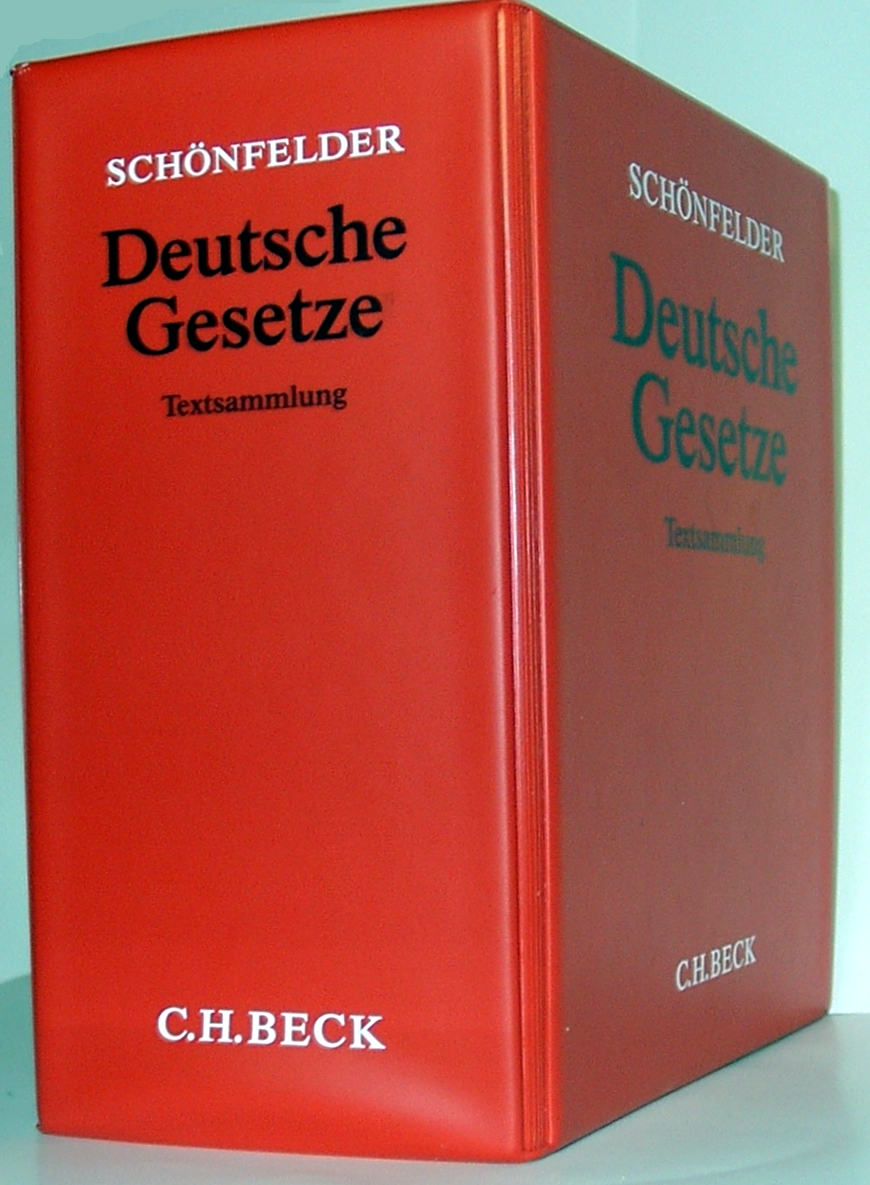
Die nach ihrem Begründer benannte Loseblattsammlung.

Die Gesetzessammlung mit dem typischen roten Einband wurde von Heinrich Schönfelder im Jahre 1931 begründet und bis zur 13. Auflage von 1943 betreut. Seit der 14. Auflage von 1947 führt sie der Verlag C. H. Beck fort. Die ersten Auflagen des „Schönfelder“ erschienen als gebundene Bücher; ab der 4. Auflage 1935 erschien er als Loseblattsammlung, da die Zahl der Gesetzesänderungen häufige Aktualisierungen nötig macht, die in Form von Nachlieferungen erscheinen. Seit Frühjahr 2007 erscheint das Werk auch wieder als gebundene Ausgabe.
Ab der 7. Auflage von 1936 waren die Gesetze mit den Ordnungsnummern 1 bis 19 den Gesetzen der NS-Diktatur vorbehalten, so die Nr. 1 dem Parteiprogramm der NSDAP, die Nr. 5 dem Ermächtigungsgesetz und die Nr. 12 a dem Blutschutzgesetz. Das Bürgerliche Gesetzbuch (BGB) erhielt erst die Nr. 20, unter der es auch heute noch zu finden ist. Nach dem Krieg wurden die NS-Vorschriften entfernt. Die Ordnungsnummern 1 bis 19 erhielten nun die erlassenen Gesetze zur Bereinigung von NS-Unrecht, ab 1947 beispielsweise das Recht des alliierten Kontrollrats u. a. zur neuen Gesetzgebung, zur Aufhebung von Nazi-Gesetzen und zur Umstrukturierung des Gerichtswesens. Das Grundgesetz (GG) wird bis heute als Nummer 1 geführt, wurde aber mit der 115. Ergänzungslieferung vom September 2002 bis zur 191. Ergänzungslieferung vom August 2022 in einen Ergänzungsband ausgelagert. In dieser Zeit begann die Gesetzessammlung mit dem BGB unter der Nr. 20.
Im Juli 2021 entschied sich der Verlag C. H. Beck, die Werke seines Verlagsprogramms umzubenennen, die nach in der Zeit des Nationalsozialismus tätigen Juristen benannt waren. Schönfelder war seit 1933 Mitglied der NSDAP und gehörte seit 1942 als Richter der Militärgerichtsbarkeit in Italien an.
Die Textsammlung wurde daher mit der 185. Ergänzungslieferung umbenannt. Der neue Namensgeber ist Mathias Habersack, Herausgeber und Vorsitzender der Ständigen Deputation des Deutschen Juristentages.
Wegen des roten Einbandes, der Form als Quader und des erheblichen Gewichts hat sich zudem die scherzhafte Bezeichnung „Ziegelstein“ eingebürgert.

## Inhalt
Im Gegensatz zu einem Gesetzeskommentar handelt es sich bei dem Werk nicht um eine systematische Kommentierung einzelner Vorschriften. Vielmehr werden lediglich die Normtexte in ihrer jeweils geltenden Fassung wiedergegeben. Teilweise sind daneben auch formelle Anmerkungen zu Gesetzesänderungen sowie systematische Verweise (z. B. § 823 BGB Fußnote 4 mit Verweis auf §§ 116 f. SGB X) vorhanden. Zentrale materielle Gesetze des Habersacks sind das Grundgesetz (GG, Ordnungsnummer 1), das Bürgerliche Gesetzbuch (BGB, Ordnungsnummer 20), das Handelsgesetzbuch (HGB, Ordnungsnummer 50), das Aktiengesetz (AktG, Ordnungsnummer 51), das Gesetz betreffend die Gesellschaften mit beschränkter Haftung (GmbHG, Ordnungsnummer 52) und das Strafgesetzbuch (StGB, Ordnungsnummer 85). Zentrale Verfahrensvorschriften finden sich vor allem in der Strafprozessordnung (StPO, Ordnungsnummer 90), dem Gerichtsverfassungsgesetz (GVG, Ordnungsnummer 95), der Zivilprozessordnung (ZPO, Ordnungsnummer 100), der Insolvenzordnung (InsO, Ordnungsnummer 110) und dem Gesetz über das Verfahren in Familiensachen und in den Angelegenheiten der freiwilligen Gerichtsbarkeit (FamFG, Ordnungsnummer 112).
Insgesamt umfasst die Sammlung 199 Gesetze und Verordnungen (Ordnungsnummern 1 bis 123) auf rund 4900 Seiten (Stand 01/2023); etwas mehr als die Hälfte der Gesetze befinden sich in einem anderen Ordner, bzw. bei der gebundenen Ausgabe in einem anderen Buch, welche jeweils separat erworben werden müssen (Grundlagenwerk: Habersack. Deutsche Gesetze – Textsammlung; gleichnamige Ergänzung: Habersack. Deutsche Gesetze – Ergänzungsband). Die einzelnen Gesetze sind systematisch in folgende Abschnitte gegliedert:
- Verfassungsrecht (Ordnungsnummer 1)
- Bürgerliches Recht mit Nebenbestimmungen (Ordnungsnummern 20-48)
- Handels- und Gesellschaftsrecht (Ordnungsnummern 50-53)
- Versicherungsrecht (Ordnungsnummern 62-63a)
- Gewerblicher Rechtsschutz und Urheberrecht (Ordnungsnummern 65-74)
- Arbeitsrecht (Ordnungsnummern 83-84)
- Straf- und Strafverfahrensrecht, Ordnungswidrigkeitenrecht (Ordnungsnummern 85-94)
- Gerichtsverfassung (Ordnungsnummern 95-95a)
- Recht der juristischen Berufe (Ordnungsnummer 96)
- Zivilverfahrensrecht (Ordnungsnummern 100-114)
- Kostenrecht (Ordnungsnummern 115-123)

Die Sammlung erhält ferner die Anhänge „Gebührentabelle“ und wichtige „Registerzeichen“. Auf den letzten 200 Seiten findet sich ein Sachverzeichnis.
Seit der deutschen Wiedervereinigung erscheint zusätzlich der Schönfelder II mit Texten von Zivil-, Wirtschafts- und Justizgesetzen, die vor allem in Bezug auf die frühere DDR von Bedeutung sind.
Mit der 191. Ergänzungslieferung vom August 2022 wurde der Ordner verbreitert, um zu gewährleisten, „dass die im Umfang ständig anwachsenden Vorschriften der Sammlung auch künftig in einem Ordner Platz finden.“ Darüber hinaus besteht der vormals aus Plastik gefertigte Ordner nun aus Leder und hat eine integrierte Lesestütze. Der Ergänzungsband sowie der Schönfelder II werden weiterhin im Plastikordner ausgeliefert.

## Bedeutung für die Juristenausbildung
Die Bedeutung der Gesetzessammlung wird seit Jahrzehnten in der Juristenausbildung dadurch gefestigt, dass sie für angehende Juristen bereits während des Studiums und im Referendariat ein täglich benötigtes „Handwerkszeug“ darstellt.
Um das Werk hat sich daher ein an dieser Zielgruppe orientierter, reger Zubehörmarkt entwickelt: Von Drittanbietern werden u. a. Registersysteme angeboten, die das Auffinden einzelner Gesetzestexte in dem umfangreichen Werk erleichtern sollen. Verschiedene Verlage publizieren Lernhilfen und Sammlungen juristischer Prüfungsschemata als kleine Loseblattsammlungen passenden Formats, die in die Original-Ordner der Gesetzessammlung eingeheftet werden können. Zum Transport des unhandlichen und fast 3 kg schweren, dabei durch Dünndruckpapier und Heftvorrichtung relativ empfindlichen Werkes werden passende Taschen und Tragevorrichtungen angeboten. Passende Buchständer, die meist in den Ordnerrücken des Original-Ordners eingeschoben werden, sollen die Handhabung bequemer gestalten. Neben starren Ständerkonstruktionen werden auch spezielle Ständer mit pendelartig beweglicher Standfläche vermarktet, die durch Ausbalancieren gewährleisten soll, dass der Ordner an der vom Benutzer gewünschten Stelle aufgeschlagen bleibt.
Im Studium werden jedenfalls zu Anfang auch die Beckschen Textausgaben im dtv verwendet. Daneben erwächst der Sammlung Habersack seit längerem Konkurrenz durch preiswertere, gebundene Gesetzesausgaben anderer Verlage, die inzwischen teilweise auch als Hilfsmittel zur Verwendung in der Ersten Staatsprüfung zugelassen sind, insbesondere durch die Textausgaben aus dem Nomos Verlag. Im Zweiten Juristischen Staatsexamen ist das Werk dagegen für die von ihm umfassten Rechtsmaterien in den meisten Bundesländern auch weiterhin die einzige als Hilfsmittel zugelassene Gesetzessammlung. Fragen der Zulässigkeit als Hilfsmittel in den juristischen Staatsexamen regeln die jeweiligen Hilfsmittelbekanntmachungen der Justizprüfungsämter (so beispielsweise die Hilfsmittelbekanntmachung EJS des Landesjustizprüfungsamtes Bayern). Dort finden sich auch Regelungen zu erlaubten Kommentierungen in den Sammlungen (Markierungen, Unterstreichungen, selbst angemerkte Normverweise und dergleichen) durch die Prüfungskandidaten.

## Weitere Gesetzessammlungen
Vergleichbare Sammlungen zu anderen Rechtsgebieten sind:
- der Sartorius, begründet von Carl Sartorius, erhältlich als Sartorius I zum Verfassungs- und Verwaltungsrecht, inzwischen ebenfalls mit Ergänzungsband, als Sartorius II zu Internationalen Verträgen/Europarecht, sowie als Sartorius III zu weiteren Verwaltungsgesetzen;
- die Sammlung „Sozialgesetzbuch“, begründet von Friedrich Aichberger, zum Sozialrecht;
- die Sammlung „Arbeitsrecht“, begründet von Hans Carl Nipperdey, zum Arbeitsrecht;
- die Sammlung „Steuergesetze“, herausgegeben von Georg Müller, zum Steuerrecht.

Daneben gibt es aber auch für nahezu jedes Bundesland eine eigene Sammlung des Landesrechts, zum Teil sogar mit Ergänzungsband (insbesondere die Sammlungen der Gesetze der neuen Bundesländer), welche die jeweils wichtigsten Landesgesetze und -verordnungen enthält. Beispielhaft hierfür sind die Sammlungen Rehborn „Gesetze des Landes Nordrhein-Westfalen“, Ziegler/Tremel „Gesetze des Freistaates Bayern“, Dürig „Gesetze des Landes Baden-Württemberg“ und März „Niedersächsische Gesetze“.

## Aktuelle Ausgabe
- Habersack (Hrsg.): Deutsche Gesetze (Grundwerk). ISBN 978-3-406-46119-4. (Aktueller Rechtsstand Februar 2024)
- Habersack (Hrsg.): Deutsche Gesetze (Ergänzungsband). ISBN 978-3-406-48859-7. (Aktueller Rechtsstand Februar 2024)